# Bătălia de la Cahul (1770)
Bătălia de la Cahul a fost cea mai importantă bătălie a războiului ruso-turc din 1768-1774 și una dintre cele mai mari bătălii din secolul al XVIII-lea. A avut loc la 1 august 1770, la doar două săptămâni după victoria rusă la Larga.
Comandantul rus Piotr Rumeanțev a aranjat armata sa de 40.000 de soldați în coloane solide și, surprinzător, a ales să meargă în ofensivă împotriva forțelor aliate ale Imperiului Otoman și Hanatului Crimeii, care constau din 30.000 de infanteriști și 45.000 de cavaleriști. Aproximativ 80.000 de călăreți tătari din Crimeea au întârziat, neangajându-se pe câmpul de luptă.
Relativă mică, armata rusă a atacat turcii și i-a pus pe fugă. Pierderile rusești au fost de 1.000, în timp ce pierderile de partea otomană s-au ridicat la peste 20.000 de soldați morți și răniți. În urma acestei victorii, rușii au capturat 130 de tunuri otomane.

## Consecințe
Victoriile de la Larga (anterior) și Cahul au schimbat situația strategică în favoarea Rusiei. În septembrie 1770, a fost cucerită Tighina. Apoi au capitulat cetățile Ismail, Chilia, Cetatea Albă și Ibrail. După aceasta, operațiunile militare au continuat pe teritoriul Bulgariei. La 21 iulie 1774, Rusia și Poarta Otomană semnează Pacea de la Kuciuk-Kainargi. Tratatul conținea 16 prevederi favorabile Moldovei și Țării Românești. În decembrie 1774, rușii se retrag, Moldova și Țara Românească rămânând în continuare sub turci.